# Mistrzostwa świata w szachach klasycznych 2000

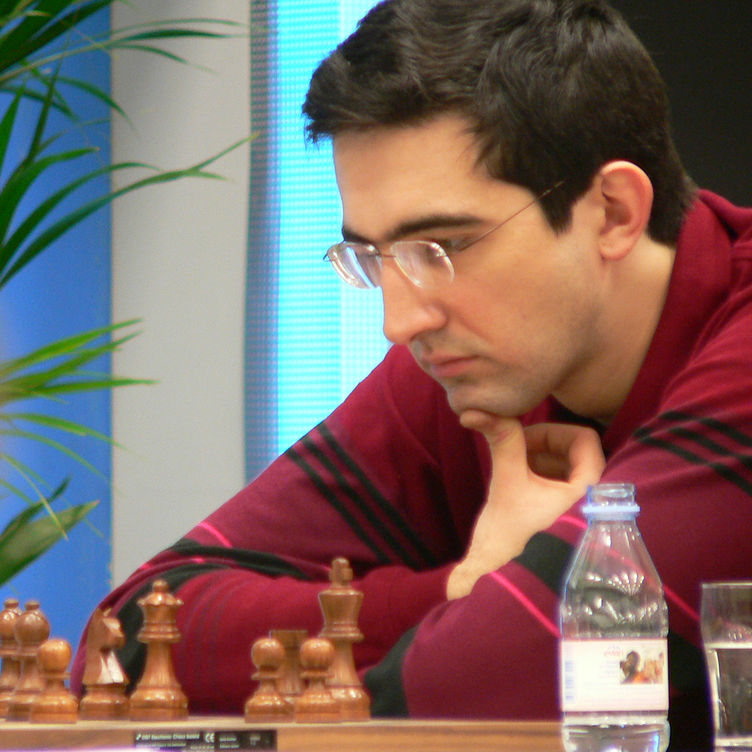
Klasyczny mistrz świata 2000, Władimir Kramnik

Mistrzostwa świata w szachach klasycznych 2000, zwane w tamtym czasie jako Mistrzostwa świata Braingames w szachach 2000 którego finał odbył się na przestrzeni października i listopada 2000 roku w Londynie w Wielkiej Brytanii, pomiędzy obecnym klasycznym mistrzem świata Garrim Kasparowem i pretendentem Władimirem Kramnikiem.

## Kwalifikacje
Bez sponsorowania przez PCA, Kasparow stwierdził, że nie jest w stanie zorganizować serii meczów kwalifikacyjnych, aby wyłonić pretendenta. W końcu w 1998 roku ogłosił, że na podstawie ich rankingu i wyników, Viswanathan Anand i Władimir Kramnik są wyraźnie kolejnymi dwoma najlepszymi graczami na świecie i że rozegrają mecz, aby zdecydować, kto będzie walczył o tytuł Kasparowa. 
Anand jednak, jako uczestnik cyklu mistrzostw świata FIDE, uważał, że jest umownie zobowiązany do nieuczestniczenia w rywalizującym cyklu i odrzucił ofertę. Zamiast tego zorganizowano mecz pomiędzy Kramnikiem i Aleksiejem Szyrowem, od 24 maja do 5 czerwca 1998 roku w Cazorlii w Hiszpanii. Szyrow został wybrany, ponieważ był następny na liście rankingowej PCA, oraz ze względu na jego dobry występ w superturnieju Linares 1998.  
Szyrow wygrał mecz dwoma zwycięstwami, siedmioma remisami i bez porażek.
|                  | Ranking | 1 | 2 | 3 | 4 | 5 | 6 | 7 | 8 | 9 | Razem |
| ---------------- | ------- | - | - | - | - | - | - | - | - | - | ----- |
| Władimir Kramnik | 2790    | ½ | ½ | ½ | 0 | ½ | ½ | ½ | ½ | 0 | 3½    |
| Aleksiej Szyrow  | 2710    | ½ | ½ | ½ | 1 | ½ | ½ | ½ | ½ | 1 | 5½    |
Jednak w 1998 roku Kasparow, Szyrow i sponsorzy nie byli w stanie dojść do porozumienia. Szyrow odrzucił jedną ofertę meczu w Kalifornii, ale uważał, że odrzucenie tej oferty nie oznaczało zrzeczenia się praw do meczu. W grudniu 1998 roku nadal mówiono o zorganizowaniu meczu Kasparow – Szyrow.
W lutym 1999 roku Kasparow porzucił plany na mecz z Szyrowem i zamiast tego kontynuował mecz z Anandem, na podstawie tego, że Anand był drugi po Kasparowie na liście rankingowej. Negocjacje dotyczące meczu w 1999 roku nie powiodły się, podobnie jak negocjacje w 2000 roku, kiedy Anand wyraził niezadowolenie z kontraktu. W marcu 2000 roku ogłoszono, że negocjacje z Anandem nie powiodły się, więc Kasparow negocjował mecz z kolejnym graczem na liście rankingowej — Kramnikiem. Tym razem negocjacje zakończyły się sukcesem, a firma Braingames została utworzona, aby sfinansować mecz Kasparow-Kramnik w październiku 2000 roku.

## Mecz o mistrzostwo świata
Regulamin przewidywał rozegranie 16 partii. Mecz mógł się skończyć wcześniej jeżeli jeden z zawodników zdobędzie 8½ lub 9 punktów. Kramnik zdobył 8½ punktów po 15 partiach i został nowym klasycznym mistrzem świata.
|                  | Ranking | 1 | 2 | 3 | 4 | 5 | 6 | 7 | 8 | 9 | 10 | 11 | 12 | 13 | 14 | 15 | Razem |
| ---------------- | ------- | - | - | - | - | - | - | - | - | - | -- | -- | -- | -- | -- | -- | ----- |
| Garri Kasparow   | 2849    | ½ | 0 | ½ | ½ | ½ | ½ | ½ | ½ | ½ | 0  | ½  | ½  | ½  | ½  | ½  | 6½    |
| Władimir Kramnik | 2772    | ½ | 1 | ½ | ½ | ½ | ½ | ½ | ½ | ½ | 1  | ½  | ½  | ½  | ½  | ½  | 8½    |

### Partie
|    | Białe    | Czarne   | Data            | Wynik | Pos. | Zwycięzca partii | Wynik w meczu          | Otwarcie                | Zapis |
| -- | -------- | -------- | --------------- | ----- | ---- | ---------------- | ---------------------- | ----------------------- | ----- |
| 1  | Kasparow | Kramnik  | 8 października  | ½–½   | 25   |                  | ½–½                    | C67 Partia hiszpańska   |       |
| 2  | Kramnik  | Kasparow | 10 października | 1–0   | 40   | Kramnik          | Kramnik prowadzi 1½–½  | D85 Obrona Grünfelda    |       |
| 3  | Kasparow | Kramnik  | 12 października | ½–½   | 53   |                  | Kramnik prowadzi 2–1   | C67 Partia hiszpańska   |       |
| 4  | Kramnik  | Kasparow | 14 października | ½–½   | 74   |                  | Kramnik prowadzi 2½–1½ | D27 Gambit hetmański    |       |
| 5  | Kasparow | Kramnik  | 15 października | ½–½   | 24   |                  | Kramnik prowadzi 3–2   | A34 Partia angielska    |       |
| 6  | Kramnik  | Kasparow | 17 października | ½–½   | 66   |                  | Kramnik prowadzi 3½–2½ | D27 Gambit hetmański    |       |
| 7  | Kasparow | Kramnik  | 19 października | ½–½   | 11   |                  | Kramnik prowadzi 4–3   | A32 Partia angielska    |       |
| 8  | Kramnik  | Kasparow | 21 października | ½–½   | 38   |                  | Kramnik prowadzi 4½–3½ | E32 Obrona Nimzowitscha |       |
| 9  | Kasparow | Kramnik  | 22 października | ½–½   | 33   |                  | Kramnik prowadzi 5–4   | C67 Partia hiszpańska   |       |
| 10 | Kramnik  | Kasparow | 24 października | 1–0   | 25   | Kramnik          | Kramnik prowadzi 6–4   | E54 Obrona Nimzowitscha |       |
| 11 | Kasparow | Kramnik  | 26 października | ½–½   | 41   |                  | Kramnik prowadzi 6½–4½ | C78 Partia hiszpańska   |       |
| 12 | Kramnik  | Kasparow | 28 października | ½–½   | 33   |                  | Kramnik prowadzi 7–5   | E55 Obrona Nimzowitscha |       |
| 13 | Kasparow | Kramnik  | 29 października | ½–½   | 14   |                  | Kramnik prowadzi 7½–5½ | C67 Partia hiszpańska   |       |
| 14 | Kramnik  | Kasparow | 31 października | ½–½   | 57   |                  | Kramnik prowadzi 8–6   | A30 Partia angielska    |       |
| 15 | Kasparow | Kramnik  | 2 listopada     | ½–½   | 38   |                  | Kramnik wygrywa 8½–6½  | E05 Partia katalońska   |       |